# Carmen Bernos de Gasztold
Pour les articles homonymes, voir Bernos.
Carmen Bernos de Gasztold (9 octobre 1919 - 23 septembre 1995) est une poétesse et auteur française de livres pour enfants. Elle est surtout connue pour ses Prières dans l'Arche, publiées en 1955.
Elle a vécu une grande partie de sa vie comme oblate bénédictine en Île-de-France, puis en Provence.

## Biographie
Carmen Bernos de Gasztold nait le 9 octobre 1919 à Arcachon  où elle grandit. Sa famille est d'origine lituanienne (Gasztold étant la traduction polonaise du nom lituanien Goštautas (en)). Elle écrit ses premiers poèmes alors qu'elle travaille dans une fabrique de bas près de Paris pendant l'occupation nazie. 
Après la guerre, elle part vivre auprès de sœurs bénédictines, à l'abbaye Saint-Louis-du-Temple de Vauhallan, puis à l'abbaye Notre-Dame-de-Fidélité de Jouques,, où elle meurt le 23 septembre 1995.

## Œuvre
Son recueil le plus célèbre s'intitule Prières dans l'Arche, publié en 1955. Chaque poème de ce recueil se veut la prière d'un animal passager de l'arche de Noé,. Le livre a été traduit dans au moins six langues, dont une version anglaise par Rumer Godden. La poète Marianne Moore a fait l'éloge de ce recueil mais X. J. Kennedy (en) a trouvé ces poèmes « incolores et ternes »,. L'actrice Marian Seldes a enregistré un album où il récite ces poèmes et les compositeurs Ivor R. Davies (en) et Frieder Meschwitz  les ont mis en musique.
Un deuxième volume de poèmes similaires est publié en 1965, intitulé The Creatures Choir, également traduits par Godden.
- Donne-moi la clef du vent (1989)
- Il était trois bergères (1962)
- La Vie de monsieur Vincent racontée aux enfants (1960)
- Choral de bêtes (1960)
- Histoire du saint curé d'Ars (1959)
- Une petite fille, Thérèse Martin (1959)
- La Petite Bernadette Soubirous (1958)
- Prières dans l'arche (1955)
- Le Petit Gardien des bêtes qu'on oublie (1948)
- Histoire de la sainte Vierge racontée aux petits enfants (1948)
- Pour ma gentille (1948)
- Le Mieux Aimé (1947)
- Éparses (1946)

### Traductions en anglais
- Carmen Bernos de Gasztold, Prayers from the ark and the Creature's choir (trad. Rumer Godden), Penguin Books, 1976.
- Carmen Bernos de Gasztold, Prayers from the ark: selected poems, (trad. Rumer Godden, ill. Barry Moser), Reprint Puffin Books, 1995  (ISBN 9780140545852).
- Carmen Bernos de Gasztold, « The Prayer of the Dog », dans O absent friends: a collection of stories of the dogs we miss, éd. Jameson Parker, Willow Creek Press, 2004  (ISBN 978-1-57223-706-3).